# MRRC München
Der MRRC München (München Road Runners Club e.V.) ist ein 1985 gegründeter Sportverein mit den Schwerpunkten Triathlon und Laufsport aus München.

## Geschichte
Aus der Not heraus, für die formelle Genehmigung des München-Marathon einen beim Bayerischen Landes-Sportverband (BLSV) angemeldeten Sportverein zu brauchen, gründeten am 8. August 1985 elf Personen, darunter der zweifache Olympiateilnehmer im Marathon und Herausgeber des Laufmagazins „Spiridon“, Manfred Steffny, sowie der Veranstalter von Marathonreisen, Ali Schneider, den MRRC München. Ein eigener Sportbetrieb kam erst später mit einem im März 1986 gegründeten Lauftreff hinzu.
Dem Anspruch, einen der größten deutschen Marathonläufe zu organisieren, kam der MRRC elfmal bis zuletzt 1995 nach, als gegensätzliche Auffassungen mit dem Racedirektor Michael Schultz-Tholen, vom Polo kommend, über die Anforderungen der Läufer den MRRC veranlassten die Zusammenarbeit aufzukündigen. 1996 fand dann der vorläufig letzte Marathon in München statt – allerdings ohne Beteiligung des MRRC. Der seit Oktober 2000 wieder ausgerichtete München Marathon wird vom MRRC verschiedentlich mit Helfern (Verpflegungsstand, Zug- und Bremsläufer, VIP-Betreuung, u. ä.) unterstützt.
Die sportliche Ausrichtung des MRRC München galt in den ersten beiden Jahrzehnten der Vereinsgeschichte vor allem dem Breitensport. 1989 wurde die Zahl von 100 Mitgliedern überschritten, 2000 wurde das 300. Mitglied im Verein begrüßt. Das Trainingsangebot beschränkte sich allerdings zunächst auf regelmäßige Lauftreffs. Erst mit der eigenverantwortlichen Ausrichtung des Silvesterlaufs sowie ab 2003 des Stadt-Triathlon München standen die notwendigen finanziellen Mittel für eine Erweiterung z. B. durch Anmietung von Schwimmbädern zur Verfügung. 2004 zählte der Verein bereits über 500 Mitglieder, 2013 wurde die Zahl von 1.000 Mitgliedern überschritten. 2007 nahm der MRRC München auch organisiertes Jugendtraining mit in sein Angebot auf, die Nachwuchsabteilung wurde schnell zu einer der größten in Bayern.
Der Verein zählt 780 Mitglieder.(Stand: 1. Januar 2018) Mit rund 200 Startpassinhabern ist der MRRC München einer der größeren Mitgliedsvereine im Bayerischen Triathlonverband. In der Triathlonbundesliga ist der MRRC mit einem Damenteam vertreten. Bei Straßenlauf-Wettbewerben starten die Athleten des MRRC München für die LG Stadtwerke München.

## Erfolge

### Teamerfolge im Triathlon

#### Bis 2009
| Saison                                                                                          | Liga                | Platz |
| ----------------------------------------------------------------------------------------------- | ------------------- | ----- |
| 2002                                                                                            | 2. Bundesliga Süd   | 6.    |
| 2003                                                                                            | 2. Bundesliga Süd   | 6.    |
| 2004                                                                                            | 2. Bundesliga Süd   | 5.    |
| 2005                                                                                            | 2. Bundesliga Süd   | 6.    |
| 2006                                                                                            | 2. Bundesliga Süd   | 1.    |
| 2007                                                                                            | Regionalliga Bayern | 7.    |
| 2008                                                                                            | -                   | -     |
| 2009                                                                                            | -                   | -     |
| Anmerkung: Die 2. Bundesliga Süd wurde bei den Frauen ab 2007 in Regionalliga Bayern umbenannt. |                     |       |

| Saison                                                                                            | Liga           | Platz |
| ------------------------------------------------------------------------------------------------- | -------------- | ----- |
| 2002                                                                                              | Landesliga Süd | 7.    |
| 2003                                                                                              | Landesliga Süd | 8.    |
| 2004                                                                                              | Landesliga Süd | 4.    |
| 2005                                                                                              | Landesliga Süd | 10.   |
| 2006                                                                                              | Landesliga Süd | 2.    |
| 2007                                                                                              | Bayernliga     | 9.    |
| 2008                                                                                              | Bayernliga     | 8.    |
| 2009                                                                                              | Bayernliga     | 4.    |
| Anmerkung: Grün unterlegte Jahre kennzeichnen einen Aufstieg, rot unterlegte Jahre einen Abstieg. |                |       |

Waren bis zum Jahrtausendwechsel nur eine Handvoll Triathleten im MRRC München vertreten, so stieg sowohl deren Anzahl wie auch die Ambitionen. 2002 starteten erstmals ein Damen-Team und ein Herren-Team in der bayerischen Triathlonliga. Während die Männer zunächst fünf Anläufe benötigten, um sich 2006 über den zweiten Platz in den Wettkämpfen der Landesliga für die viertklassige Bayernliga zu qualifizieren, konnten sich die Damen nicht nur erfolgreich im Mittelfeld der 2. Bundesliga platzieren.

Bei den Deutschen Meisterschaften über die Mitteldistanz in Immenstadt 2002 gewann der MRRC mit dem Team Stefanie Weinberger, Martina Quintana-Madelheim und Isabel Puchinger. Im Jahr darauf wurde der MRRC mit dem Team mit Britta Martin, Stefanie Weinberger und Karin Weißbach Deutscher Vizemeister über die Mitteldistanz. 2006 schloss das Damen-Team des MRRC mit Karin Weißbach, Britta Martin, Isabel Puchinger, Katrin Esefeld, Renate Forstner, Simone Bayer und Selina Gordon die Saison als Meister der Bayerischen Triathlonliga ab.
Das Aufstiegsrecht in die 1. Triathlon-Bundesliga wurde aber nicht wahrgenommen.

Nachdem 2007 nur mit Mühe ein Damenteam für die in Regionalliga Bayern umbenannte Liga zusammengestellt werden konnte, wurden 2008 und 2009 kein Damen-Team gemeldet.

#### Ab 2010
| Saison                                                                                            | Liga                | Platz |
| ------------------------------------------------------------------------------------------------- | ------------------- | ----- |
| 2010                                                                                              | Regionalliga Bayern | 7.    |
| 2011                                                                                              | Regionalliga Bayern | 9.    |
| 2012                                                                                              | Regionalliga Bayern | 6.    |
| 2013                                                                                              | Regionalliga Bayern | 6.    |
| 2014                                                                                              | Regionalliga Bayern | 1.    |
| 2015                                                                                              | 1. Bundesliga       | 13.   |
| 2016                                                                                              | Regionalliga Bayern | 1.    |
| 2017                                                                                              | 2. Bundesliga       | 1.    |
| 2018                                                                                              | 1. Bundesliga       | 11.   |
| 2019                                                                                              | 1. Bundesliga       | 9.    |
| Anmerkung: Grün unterlegte Jahre kennzeichnen einen Aufstieg, rot unterlegte Jahre einen Abstieg. |                     |       |

| Saison                                                                                            | Liga                | Platz |
| ------------------------------------------------------------------------------------------------- | ------------------- | ----- |
| 2010                                                                                              | Bayernliga          | 4.    |
| 2011                                                                                              | Regionalliga Süd    | 12.   |
| 2012                                                                                              | Bayernliga          | 8.    |
| 2013                                                                                              | 1. Bundesliga       | 11.   |
| 2014                                                                                              | 1. Bundesliga       | 6.    |
| 2015                                                                                              | 1. Bundesliga       | 6.    |
| 2016                                                                                              | 1. Bundesliga       | 8.    |
| 2017                                                                                              | Regionalliga Bayern | 10.   |
| 2018                                                                                              | Regionalliga Bayern | 14.   |
| 2019                                                                                              | Bayernliga          |       |
| Anmerkung: Grün unterlegte Jahre kennzeichnen einen Aufstieg, rot unterlegte Jahre einen Abstieg. |                     |       |

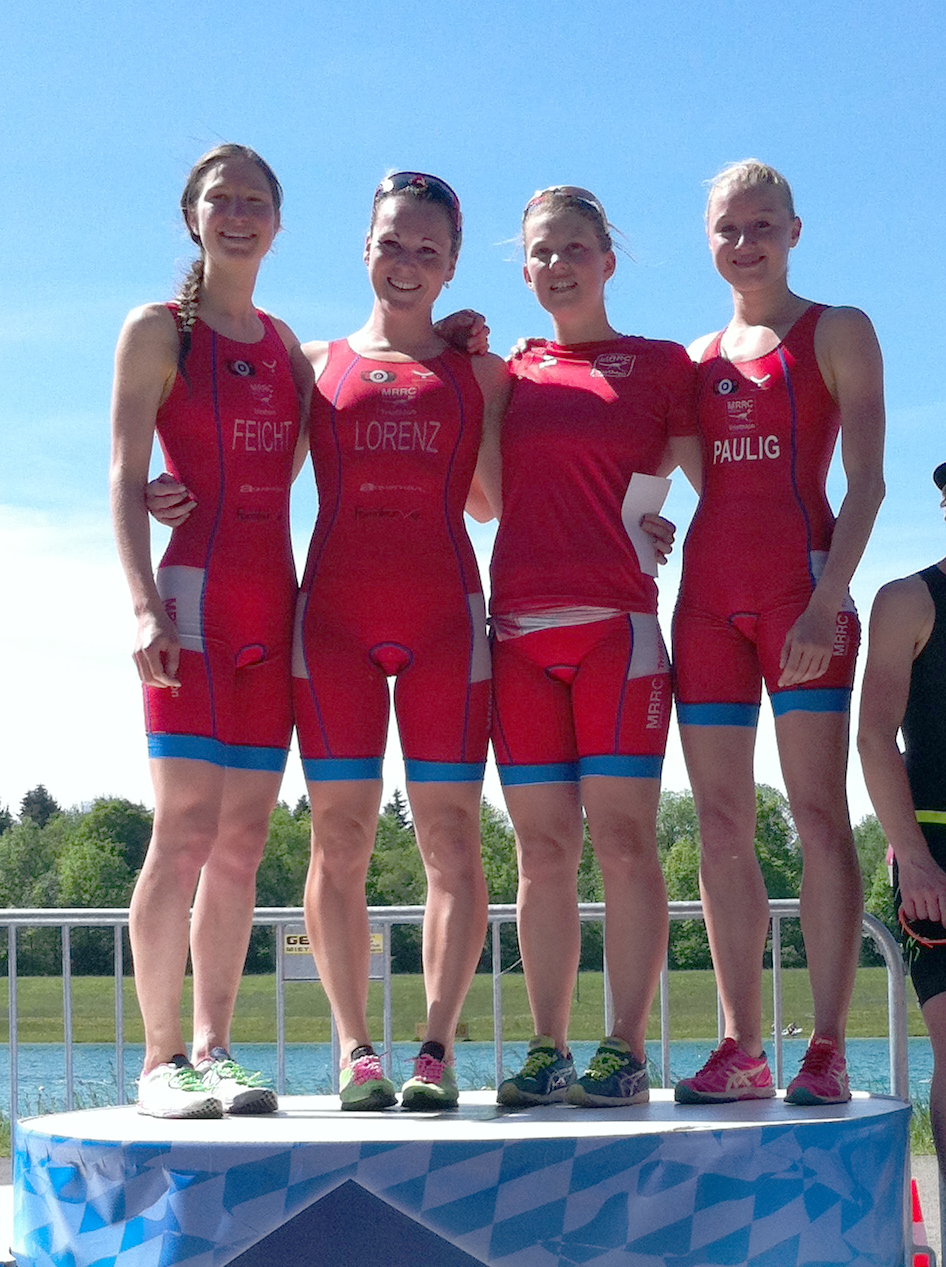
Team des MRRC München mit Liora Feicht, Janina Lorenz, Johanna Ahrens und Maria Paulig nach dem Sieg beim Wettkampf der Triathlon-Regionalliga an der Regattastrecke Oberschleißheim (2016)

2010 reichte dem Männer-Team in seiner vierten Saison in der Bayernliga bereits ein vierter Platz (unter 15 Teams) zum Aufstieg in die drittklassige Regionalliga – zwei Vereine hatten dort ihre Teams zurückgezogen. Aber schon am Ende der nächsten Saison stand als Tabellenletzter wieder der Abstieg eine Klasse tiefer fest, wo das Team bis zum Abschluss der Saison 2014 verblieb – dann gelang mit dem zweiten Platz am Saisonende der erneute Aufstieg in die Regionalliga, die sie 2015 mit Platz 7 abschloss.
Zum Ende der Saison 2012 übernahm der MRRC das Team sowie die Lizenz des benachbarten TuS Fürstenfeldbruck für die 1. Bundesliga – das Bayernliga-Team wurde damit zur Reserve.
2013 konnte das Bundesliga-Team mit Philipp Peter, Frank Schuster und Sebastian Mahr sowie den Spaniern Andres Carnevali, Alejandro Canas del Palacio, David Castro, Fernandez Ruanova und dem Serben Ognjen Stojanovic nach Platz 15 in Buschhütten, Platz 14 in Schliersee, Platz 7 in Düsseldorf und schließlich über Platz 5 in Hannover den Klassenerhalt unter den 16 Teams sichern.
In der Folgesaison konnte das Team um Robert Wimmer und Julian Ehrhardt sowie den Portugiesen Filipe Ricardo Couto Azevedo verstärkt werden, nach Platz 11 in Buschhütten, Platz 8 im Kraichgau, Platz 4 in Düsseldorf und Platz 2 in Hannover sprang in der Endabrechnung mit Platz 6 sogar ein Platz im oberen Mittelfeld heraus.
2015 gab es nach Platz 11 in Buschhütten, Platz 3 im Kraichgau, Platz 2 in Düsseldorf und Platz 8 in Tübingen erneut einen sechsten Platz in der Endabrechnung.
In der erstmals eingeführten und mit 50.000 Euro dotierten Einzelwertung der Bundesliga erreicht Antonio Benito Lopez Platz drei, Ignacio Gonzales Platz 10 und Robert Wimmer Platz 12.
Nach einem achten Platz in der Saison 2016 zog der Verein sein Bundesliga-Team bei den Männern zurück, ab der Folgesaison wurde die bisherige zweite Mannschaft zur ersten und schloss 2017 mit einem zehnten Platz und 2018 mit einem vierzehnten Platz ab.
Das Aushängeschild des MRRC, Kader-Athlet Gabriel Allgayer aus dem eigenen Nachwuchs, trainierte zwar weiter beim MRRC, startete aber in der Saison 2017 für Triathlon Grassau und seit 2018 für den SV Nikar Heidelberg.
Bei den Frauen wurde 2010 nach zwei Jahren Pause wieder ein Team in der Regionalliga gemeldet, wobei hier erstmals Nachwuchsathletinnen aus der vereinseigenen Jugend zum Einsatz kamen. Die Platzierungen bewegten sich am Saisonende jeweils im Mittelfeld der Liga.
2014 richtete der Bayerische Triathlonverband auch bei den Frauen unterhalb der Regionalliga noch die Bayernliga ein – und der MRRC startete erstmals mit zwei Frauen-Teams in die Saison, die sich am Saisonende jeweils als Meister feiern lassen konnten. Beide Aufstiegsrechte wurden wahrgenommen, sodass der MRRC München in der Saison 2015 auch mit einem Frauen-Team in der Triathlon-Bundesliga vertreten war.
Nach Platz 9 in Buschhütten, Platz 12 im Kraichgau und Platz 11 in Düsseldorf rutschte das Team aber beim letzten Wettkampf in Tübingen erstmals auf Platz 13 ab und wurde damit zweiter Absteiger. Das 2. Frauen-Team belegte in der Regionalliga Bayern den siebten Platz, das dritte Frauen-Team in der Bayernliga Platz drei. Mit fünf Siegen bei fünf Wettkämpfen folgte 2016 aber der direkte Wiederaufstieg, allerdings in die 2. Bundesliga Süd, die die DTU zwischenzeitlich auch bei Frauen eingeführt hatte. Aber auch dort kam es 2017 mit fünf Siegen bei fünf Starts zum direkten Durchmarsch mit Janina Lorenz, Johanna Ahrens, Maria Paulig, Sophie Lingelbach, Louisa Omoruyi und Jessica Lewerenz zurück in die 1. Bundesliga. Dort konnte das Team, das mit der 15-jährigen, dem Jugendkader angehörenden Athletin aus dem eigenen Nachwuchs Luisa Geist, die jüngste Athletin der Liga stellte, am Saisonende mit einem elften Platz den Klassenerhalt in der höchsten deutschen Triathlonliga sichern. Mit einem französischen Hersteller von Wettkampfbekleidung für Triathleten als Namenssponsor und verstärkt um die Würzburgerin Leah Cagol, die Bambergerin Hanna Krauss sowie die Vize-Europameisterin der Juniorinnen Nora Gmür belegte das Team in der Saison 2019 den neunten Platz.

### Einzelerfolge
- 2015: David Castro Fajardo wurde bei der U23-EM in Banyoles Europameister[10]
- 2015: Ignacio González Garcia (* 1996) wurde bei der Junioren-EM in Genf Vize-Europameister[11]
- 2015: Ignacio González Garcia wurde bei der Junioren-EM Duathlon in Alcobendas Junioren-Europameister[12]
- 2015: Gabriel Allgayer wurde in Verl Deutscher Vize-Meister in der Jugend A[13]
- 2014: David Castro wurde bei den ITU Duathlon Championships am 31. Mai im spanischen Pontevedra Duathlon-Weltmeister in der Kategorie U23[14]
- 2014: David Castro wurde am 6. April in Avilés spanischer Duathlon-Meister in der Elite[15]
- 2013: Ognjen Stojanović gewann am 22. September die ETU Triathlon Balkan Championships in Kladovo[16]
- 2007: Sebastian Jost wurde in Würzburg Bayerischer Marathonmeister.
- 2002: Peter Forster wurde in Schwangau Bayerischer Marathonmeister, Burkhard Summer wird eine halbe Minute dahinter Bayerischer Vizemeister. Im Team mit Joachim Otto wurden die beiden zusätzlich Bayerische Mannschaftsmeister im Marathon.

## Eigene Veranstaltungen
- Seit 1997: Silvesterlauf München (bis 1999 gemeinsam mit PSV München), größter Volkslauf im bayerischen Winterhalbjahr
- 2003 bis 2015: Stadt-Triathlon München im und um den Olympiapark, größter Sprinttriathlon Süddeutschlands
- Als beteiligter Verein München-Marathon (bis 1995)